# Watch Dem Roll
Watch Dem Roll è un singolo di Sean Paul. È stato in origine il singolo di apertura dell'album Imperial Blaze, ma non è apparso nell'album. La canzone si può trovare nella compilation Reggae Gold 2007.

## Tracce
12" single
1. Watch Dem Roll – 3:12
2. Tremor Version